# Amphisopus lintoni
Amphisopus lintoni is een pissebed uit de familie Amphisopidae. De wetenschappelijke naam van de soort is voor het eerst geldig gepubliceerd in 1924 door Nicholls.